# Iron Spring Creek
L'Iron Spring Creek, littéralement « ruisseau de la source de fer », est un petit torrent des États-Unis qui s'écoule dans le parc national de Yellowstone, dans l'État du Wyoming.

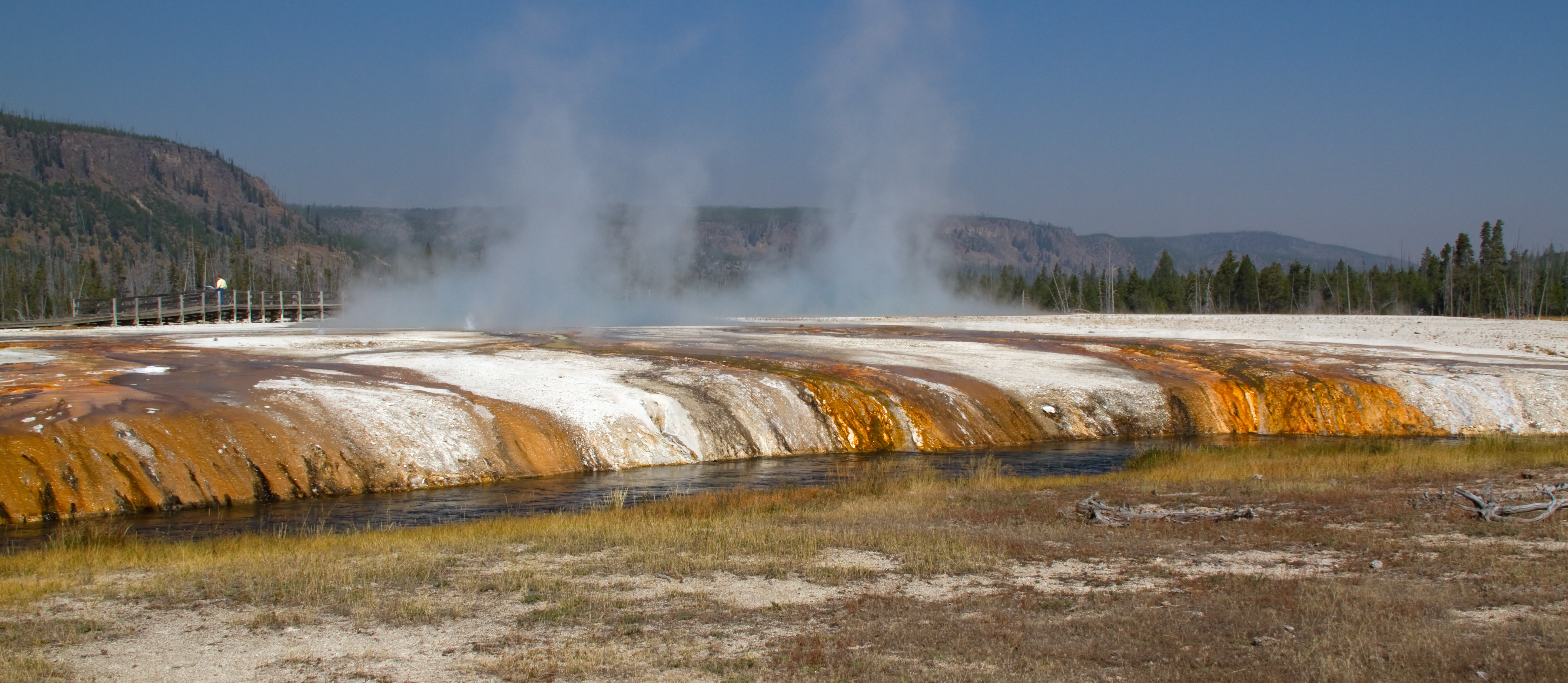
Terrasses en travertin de l'Upper Geyser Basin sur les rives de la Iron Spring Creek.

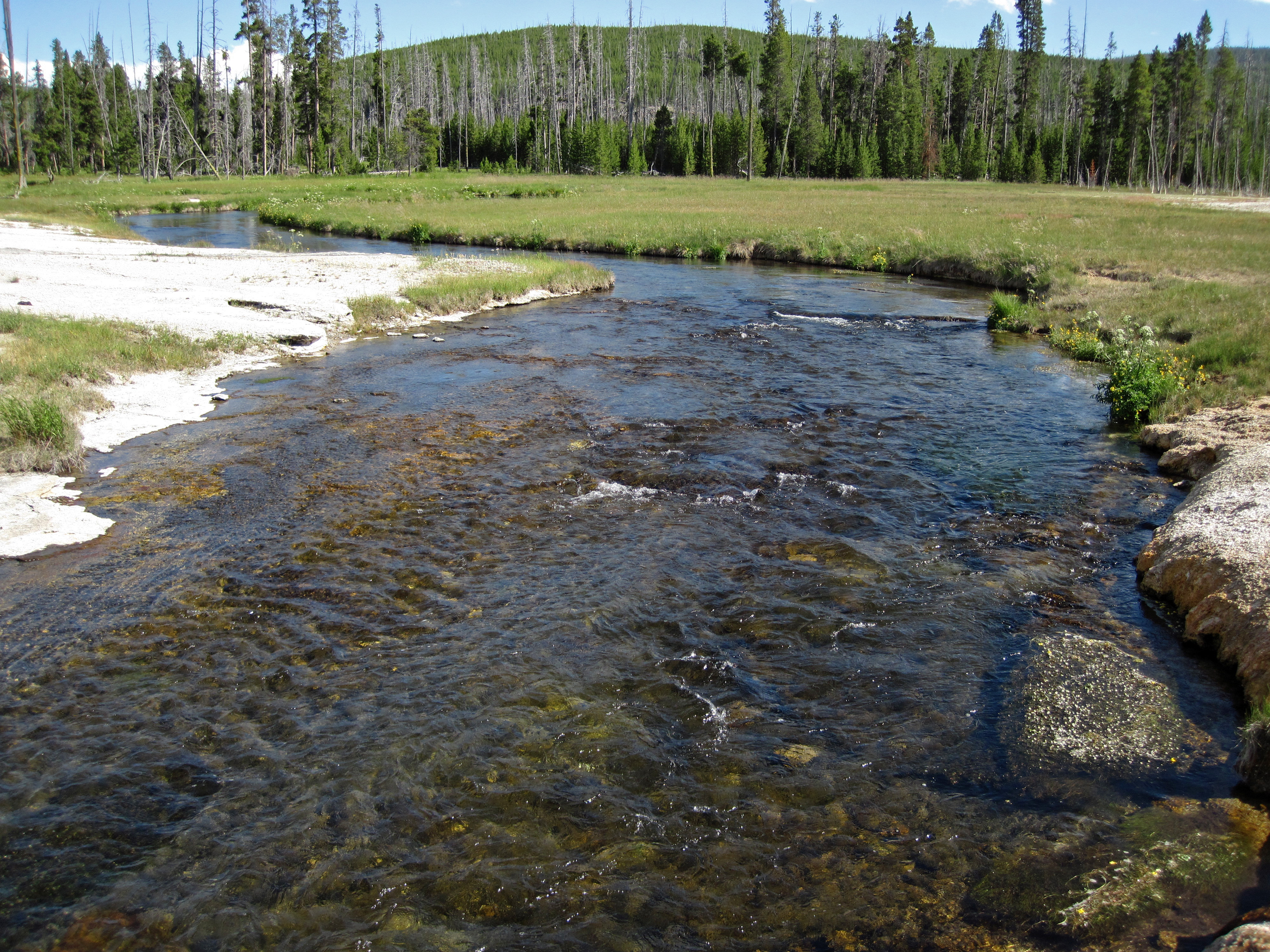
L'Iron Spring Creek.